# Кад се војска на Косово врати

Кад се војска на Косово врати је фраза коју користе Срби, а односи се на повратак Војске Србије на простор Косова и Метохије.

## Позадина
Током 1990-их Албанци на Косову и Метохији основали су непризнату државу Републику Косово. Убрзо је основана и терористичка организација под називом Ослободилачка војска Косова (ОВК), која је за циљ имала одвајање Косова и Метохије од Србије и Савезне Републике Југославије (СРЈ), као и стварање иредентистичке Велике Албаније. Године 1995. избила је побуна на Косову и Метохији, која је ескалирала у рат на Косову и Метохији између снага безбедности СРЈ и албанске терористичке ОВК. Након случаја Рачак и неуспелих преговора у Рамбујеу из 1999, НАТО је извршио бомбардовање Југославије, које је и даље контроверзна тема.
По завршетку рата на Косову и Метохији и потписивању Кумановског споразума, ступила је на снагу Резолуција 1244 која је захтевела повлачење југословенских и српских безбедносних снага са простора Косова и Метохије. У складу са Резолуцијом, основан је КФОР, оружане међународне мировне снаге под вођством НАТО-а, чији је задатак чување реда и мира, односно стварање и одржавање сигурности на Косову и Метохији, док је за управу на Косову и Метохији задужен УНМИК.
Међутим, КФОР није успео да спречи албанске екстремисте и бивше припаднике ОВК у спровођењу етничког чишћења Срба на Косову и Метохији. Убрзо су почели немири на Косову и Метохији 2000. у којима је погинуо непознат број Срба, док је кулминација уследила 2004. када се десио мартовски погром. Процењује се да је од завршетка рата простор Косова и Метохије напустило око 200.000 Срба и осталог неалбанског становништва.

## Употреба
Фразу у највећем броју користе српске патриоте и они који заступају српске суверенистичке ставове према Косову и Метохији. Широм Србије, Републике Српске и Црне Горе исписани су графити с овом фразом. Њена употреба проширила се и на државе српске дијаспоре.

## Симболичност
Сматра се да је фраза политички коректна, с обзиром да Резолуција 1244 више пута напомиње суверенитет и територијални интегритет СРЈ (данас Србије) над Косовом и Метохијом. Међутим, појединци је сматрају „увредљивом”.